# Wilfredo Coto
Wilfredo Coto González (ur. 12 października 1917 w Hawanie, zm. 1 grudnia 1993 w West Palm Beach) – kubański strzelec, olimpijczyk.
Wystąpił na Letnich Igrzyskach Olimpijskich 1948 w jednej konkurencji, którą był karabin małokalibrowy leżąc z 50 m. Zajął w niej 37. pozycję.

## Wyniki

### Igrzyska olimpijskie
| Igrzyska    | Konkurencja                       | Wynik                         | Miejsce | Źródło |
| ----------- | --------------------------------- | ----------------------------- | ------- | ------ |
| Londyn 1948 | Karabin małokalibrowy leżąc, 50 m | 586 pkt. (95–98–95–99–100–99) | 37      | [ 1 ]  |